# Comparação por pares
A comparação por pares geralmente é qualquer processo de comparação de entidades em pares para julgar qual de cada entidade é preferida, ou possui uma quantidade maior de alguma propriedade quantitativa, ou se as duas entidades são ou não idênticas. O método de comparação aos pares é usado no estudo científico de preferências, atitudes, sistemas de votação, escolha social, escolha pública, engenharia de requisitos e sistemas de IA multiagentes . Na literatura da psicologia, é frequentemente referida como comparação emparelhada . 

## Visão geral
Se um indivíduo ou organização expressar uma preferência entre duas alternativas mutuamente distintas, essa preferência poderá ser expressada como uma comparação pareada. Se as duas alternativas são x e y, as seguintes comparações de pares são possíveis: 
O agente prefere x sobre y : " x   >   y "ou" xPy " 
O agente prefere y sobre x : " y   >   x "ou" yPx " 
O agente é indiferente entre as duas alternativas: " x   =   y "ou" xIy " 

## Transitividade
Para um determinado agente que toma uma decisão, se as informações, o objetivo e as alternativas usadas pelo agente permanecem constantes, geralmente é assumido que as comparações em pares dessas alternativas pelo agente de decisão são transitivas. A maioria concorda com o qué é transitividade, embora exista um debate sobre a transitividade da indiferença. As regras de transitividade são as seguintes para um determinado agente de decisão. 
- Se xPy e yPz, então xPz
- Se xPy e yIz, então xPz
- Se xIy e yPz, então xPz
- Se xIy e yIz, então xIz

Isso corresponde a que (xPy ou xIy) é uma pré-encomenda total, P é a ordem fraca estrita correspondente e I é a relação de equivalência correspondente. 

## Ordens de preferência
Por exemplo, se existem três alternativas a, b, c e, em seguida, as possíveis ordens de preferência são: 
- {\displaystyle a>b>c}
- {\displaystyle a>c>b}
- {\displaystyle b>a>c}
- {\displaystyle b>c>a}
- {\displaystyle c>a>b}
- {\displaystyle c>b>a}
- {\displaystyle a>b=c}
- {\displaystyle b=c>a}
- {\displaystyle b>a=c}
- {\displaystyle a=c>b}
- {\displaystyle c>a=b}
- {\displaystyle a=b>c}
- {\displaystyle a=b=c}